# Schierensee (Grebin)

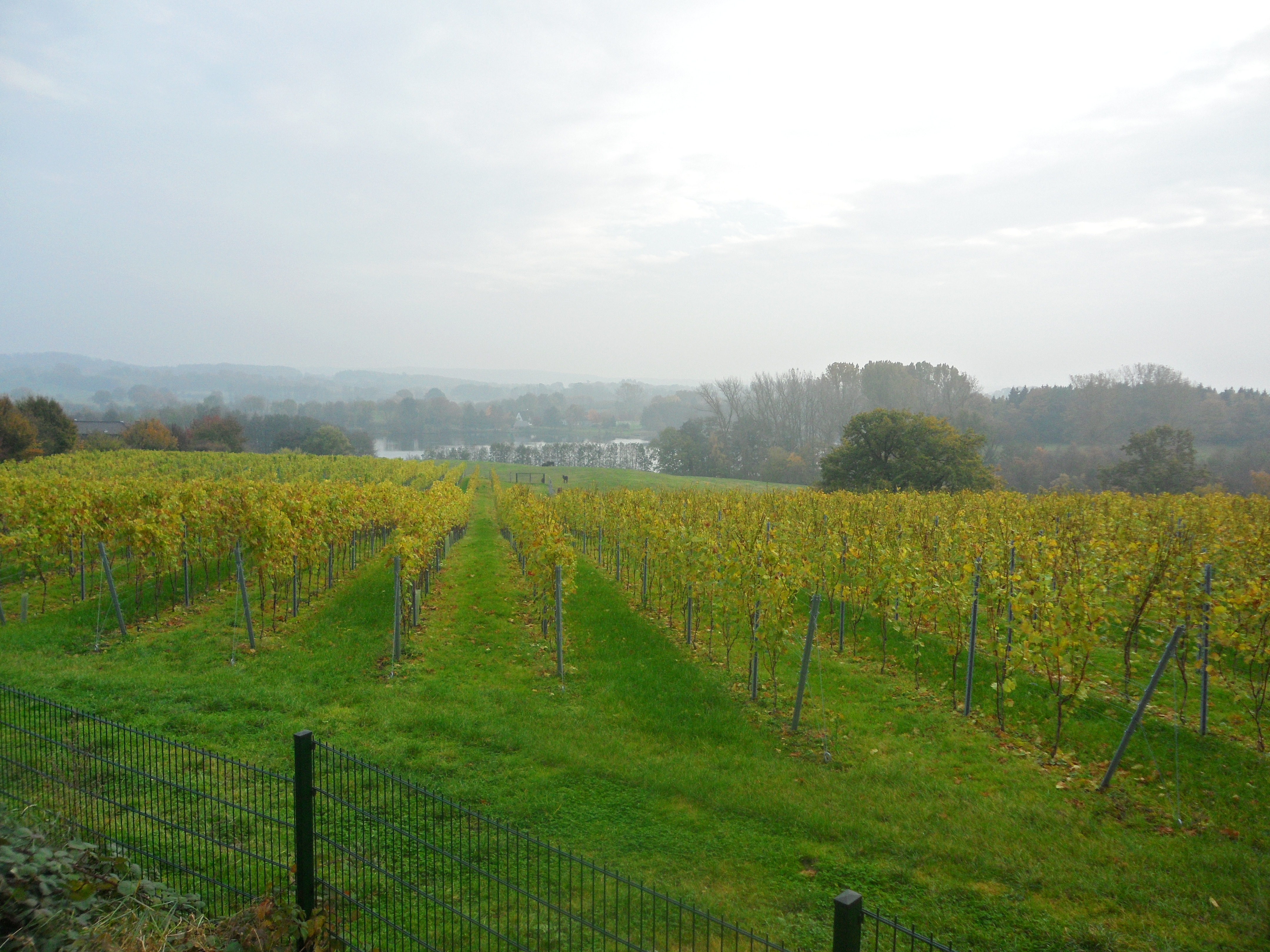
Weinberg mit Schierensee im Hintergrund – von der Grebiner Mühle aus gesehen

Der Schierensee südlich des Ortes Grebin im Kreis Plön ist ein See in Schleswig-Holstein. Er liegt in der Holsteinischen Schweiz und ist umgeben von einer hügeligen Moränenlandschaft.
Der Schierensee hat eine unregelmäßige Form, die von Südwest noch Nordost verläuft. Er hat eine Länge von ca. 550 m, eine maximale Breite von ca. 300 m, ist ca. 21 m tief und hat eine Größe von etwa 13 ha.
In den Schierensee entwässert im Süden der Langmoorsee. Im Nordosten entwässert der Schierensee in die ca. 150 m entfernt in Richtung Süden fließende Schmarkau – diese fließt über den Schmarksee in den Behler See.